# William Makepeace Thackeray
William Makepeace Thackeray (n. 18 iulie 1811, Calcutta, Dominația Companiei britanice a Indiilor Orientale în India⁠(d) – d. 24 decembrie 1863, Londra, Regatul Unit al Marii Britanii și Irlandei) a fost un romancier și ilustrator englez din secolul al XIX-lea. Este cunoscut pentru lucrările sale satirice, în special pentru capodopera sa Bâlciul deșertăciunilor (sau Cartea snobilor în original, Vanity Fair, romanul său din 1847–1848), o panoramă a societății britanice, și romanul din 1844 The Luck of Barry Lyndon, care a fost adaptat cinematografic în 1975 de Stanley Kubrick.
Thackeray s-a născut în Calcutta, India britanică și a fost trimis în Anglia după moartea tatălui său în 1815. A studiat la diferite școli și a urmat pentru scurt timp Trinity College, Cambridge, înainte de a pleca să călătorească în Europa. Thackeray și-a irosit o mare parte din moștenire în jocuri de noroc și ziare fără succes. S-a orientat către jurnalism pentru a-și întreține familia, lucrând în principal pentru Fraser's Magazine, The Times și Punch. Soția sa Isabella a suferit de o boală mintală, lăsându-l pe Thackeray văduv de facto. Thackeray a obținut faima cu romanul său Vanity Fair și a produs alte câteva lucrări notabile. A candidat fără succes pentru Parlament în 1857 și a editat revista Cornhill Magazine în 1860. Sănătatea lui Thackeray s-a deteriorat din cauza hranei excesive, a băuturilor alcoolice și a lipsei de exerciții fizice. A murit în urma unui accident vascular cerebral la vârsta de cincizeci și doi de ani.
Thackeray a început ca un satirist și parodist, câștigând popularitatea prin lucrări care i-au arătat pasiunea pentru personajele ticăloase. El este cel mai cunoscut pentru Bâlciul deșertăciunilor și The Luck of Barry Lyndon. Primele lucrări ale lui Thackeray au fost marcate de atacuri dure ale înaltei societăți, abilităților militare, căsătoriei și ipocriziei, scrise adesea sub diferite pseudonime. Cariera sa de scriitor a început cu schițe satirice precum The Yellowplush Papers. Romanele ulterioare ale lui Thackeray, cum ar fi Pendennis și The Newcomes, au reflectat o atenuare a tonului său, concentrându-se pe maturizarea personajelor și pe portretele critice ale societății. În epoca victoriană, Thackeray s-a clasat pe locul al doilea după Charles Dickens, dar în prezent este cunoscut în primul rând pentru Bâlciul deșertăciunilor.

## Copilăria
Copilăria timpurie, când a crescut în lux, în India, s-a încheiat la vârsta de cinci ani, moment în care a fost trimis în Anglia la școală. Scriitoarea pionieră britanică Charlotte Bronte, autoarea romanului Jane Eyre (tipărit 16 octombrie 1847), l-a privit ca pe un mentor literar și au fost prieteni.

## Opere
- The Yellowplush Papers (1837) - ISBN 0-8095-9676-8
- Catherine (1839 – 1840) - ISBN 1-4065-0055-0
- A Shabby Genteel Story (1840) - ISBN 1-4101-0509-1
- The Irish Sketchbook (1843) - ISBN 0-86299-754-2
- The Memoirs of Barry Lyndon, Esq. (1844), după care s-a făcut filmul Barry Lyndon de Stanley Kubrick - ISBN 0-19-283628-5
- The Book of Snobs (1846 – 1848) - ISBN 0-8095-9672-5
- Vanity Fair (1848), împreună Becky Sharp - ISBN 0-14-062085-0
- Pendennis (1848 – 1850) - ISBN 1-4043-8659-9
- Rebecca and Rowena (1850), o parodie după romanul Ivanhoe - ISBN 1-84391-018-7
- Men's Wives (1852) - ISBN 0-14-062085-1
- The History of Henry Esmond (1852) - ISBN 0-14-143916-5
- The Newcomes (1854 – 1855) - ISBN 0-460-87495-0
- The Rose and the Ring (1855) - ISBN 1-4043-2741-X
- The Virginians (1857 – 1859) - ISBN 1-4142-3952-1
- The Adventures of Philip (1862) - ISBN 1-4101-0510-5
- Denis Duval (1864) - ISBN 1-4191-1561-8
- Sketches and Travels in London
- Notes of a Journey from Cornhill to Grand Cairo